# Gare de Belfast Lanyon Place
La gare de Belfast Lanyon Place (anciennement Belfast Central, renommée le 1er septembre 2018) est une gare ferroviaire desservant la ville de Belfast, dans le Comté d'Antrim, en Irlande du Nord. C'est l'une des quatre gares situées dans le centre-ville de Belfast, les autres étant Great Victoria Street, City Hospital et Botanic.
Située sur East Bridge Street dans la ville, Belfast Central est le terminus nord du service de trains transfrontaliers Enterprise menant à la Dublin Connolly, toutes les deux heures. Outre ce service, Belfast Central est également desservie par la Northern Ireland Railways, qui exploite des lignes en d'autres lieux en Irlande du Nord, y compris Londonderry, Bangor, Portadown et Larne.
Il y a également un service régulier entre Belfast Central et l'autre gare principale de la ville : Great Victoria Street. Les passagers allant ou venant de Belfast Central sont autorisés, sur présentation du billet de train valide, à utiliser sans frais supplémentaire le service de bus de Belfast pour aller au centre-ville, ou du centre-ville aller à Belfast Central.
Malgré le nom de la gare, elle est beaucoup plus éloignée du centre ville de Belfast que la gare Great Victoria Street.

## Histoire
La gare Belfast Central est ainsi nommée du fait de sa position sur l'ancienne voie ferrée de la Belfast Central Railway, construite au début des années 1870. La gare est ouverte le 26 avril 1976. Le premier directeur de la gare est John Johnston.
Dans les années 1990, il est devenu évident que les installations à Belfast Central nécessitaient une mise à niveau. Un important programme de rénovation a commencé en 2000, achevé en 2003.
En 2017, 2,6 millions de personnes ont emprunté la gare.

## Service des voyageurs

### Accueil
Il y a deux quais centraux à Belfast Central, capables d'accueillir des trains de 9 wagons. Le service de trains transfrontaliers Enterprise ne peut desservir que les quais 2 et 4 en raison de la courbure de la voie. Le quai 1 est utilisé par les trains en direction du sud, en provenance de Londonderry ou de Portrush, et à direction de Great Victoria Street. Le quai 2 est utilisé par le service de trains transfrontaliers Entreprise allant vers la gare de Dublin Connolly. Le quai 3 est un quai central utilisé par les trains en direction du nord se rendant à Londonderry, Portrush et Bangor et par les trains en provenance de Bangor et à destination de Portadown via Great Victoria Street et le quai 4 est le terminus de la Ligne Belfast - Larne.

### Desserte
Sur la ligne Newry – Belfast - Bangor, du lundi au samedi, il y a un service toutes les demi-heures en provenance de Bangor pour Portadown, avec quelques trains continuant jusqu'à la gare de Newry. Pendant les heures de pointe il y a jusqu'à 6 trains par heure vers Bangor dont 3 services express, les autres étant des trains omnibus s'arrêtant à toutes les gares entre Belfast Central et Bangor. En soirée, le service est réduit à un train par heure. Certains trains tôt le matin, dans chacune des directions, ont pour terminus ou gare de départ Great Victoria Street au lieu de continuer au-delà de Belfast. Le dimanche, le service est assuré toutes les heures entre Bangor et Portadown. Les gares entre Portadown et Newry ne sont pas desservies le dimanche.
Sur la ligne Belfast - Larne, les correspondances pour Great Victoria Street  de la ligne Belfast – Larne se font toutes les demi-heures. Les trains en partance sont en alternance vers Whitehead et le port de Larne, et sont en moyenne toutes les demi-heures. Il y a des services supplémentaires aux heures de pointe vers Carrickfergus et d'autres tôt le matin et tard dans la nuit pour les correspondances pour Great Victoria Street. Le week-end, le service est assuré en moyenne toutes les demi-heures le samedi en alternance avec Whitehead et le port de Larne. Le dimanche, le service est assuré toutes les heures, avec pour terminus, en alternance comme auparavant.
Sur la ligne Belfast - Derry, tous les trains passent à Belfast Cental. Au cours de la semaine, le service est assuré toutes les heures dans chacune des directions, Portrush et Great Victoria Street. Deux trains par heure relient Belfast à Londonderry Waterside. Le samedi, le service est légèrement réduit, mais il reste sensiblement le même qu'au cours de la semaine. Le dimanche, le service est réduit à sept trains dans la journée.
Un service de train transfrontalier Entreprise est assuré entre Belfast et Dublin. Ses terminus sont les gares de Belfast Central et Dublin Connolly. Le service du lundi au samedi assure un train au départ ou à l'arrivée à Belfast toutes les deux heures, avec seulement cinq trains pour chacun des trajets le dimanche. Cette ligne est notamment empruntée par les spectateurs des matchs de rugby, qui changent de train à Dublin Connolly pour rejoindre le réseau Dublin Area Rapid Transit à Lansdowne Road. La ligne est également utilisée par des voyageurs ayant une correspondance à Dublin Connolly sur la Dublinbus en direction du port de Dublin pour embarquer sur le ferry Stena Line menant à Holyhead, ou ceux allant au Port de Dublin pour relier Holyhead via l'Irish Ferries à et puis par train prendre la West Coast Main Line jusqu'à la gare d'Euston ou d'autres destinations en Angleterre ou au pays de Galles.